# Parti de la charité, de la liberté et de la diversité

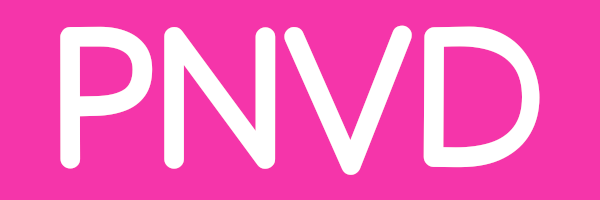

Le Parti de la Charité, de la Liberté et de la Diversité (en néerlandais : Partij voor Naastenliefde, Vrijheid en Diversiteit) était un parti politique néerlandais, créé officiellement le 31 mai 2006, par trois militants pédophiles,,, Marthijn Uittenbogaard (président), Ad van den Berg (trésorier) et Norbert de Jonge (secrétaire). Le terme de « parti pédophile » a été couramment utilisé dans les médias pour le qualifier. Il n'a été présent à aucune élection au cours de son existence. Sa devise était « sapere aude », c'est-à-dire « ose savoir », devise des Lumières selon Emmanuel Kant. Bien que ses activités aient été très réduites et qu'il n'ait eu que trois membres connus, le parti a beaucoup fait parler de lui dans le monde entier lors de sa création pour les points de son programme concernant la sexualité, qui proposaient notamment la suppression progressive de la majorité sexuelle et la dépénalisation à terme de la pédopornographie. Le parti a annoncé son auto-dissolution en mars 2010. En 2011, son ancien trésorier a été condamné, pour possession de matériel pédopornographique, à trois ans de prison dont six mois avec sursis.

## Programme
Le PNVD dénonçait une « société uniforme » où les citoyens agiraient comme des « automates » et ne seraient plus capables de penser par eux-mêmes, ni de s'opposer à la pensée dominante. Le programme du PNVD visait donc, selon le parti, à maximiser la diversité (d'opinions et de choix de vie notamment), dans le respect des différences individuelles et de la liberté de penser ; pour cela, il prônait un « élargissement des libertés individuelles ». 
Ainsi, le parti se prononçait pour l'élargissement des droits de l'enfant, des droits des animaux, et en faveur d'une libéralisation des mœurs et de la sexualité. Il prônait un État décentralisé, devant subvenir aux besoins élémentaires de chaque citoyen par une allocation de base, et garantissant la gratuité des soins médicaux. 

### Droits de l'enfant
Le PNVD demandait dans son programme une évolution des lois relatives aux droits des mineurs. Ces changements, parmi les plus critiqués du programme, iraient selon le PNVD dans le sens d'un accroissement des libertés des enfants. Ainsi étaient proposés :
- L'abaissement à 16 ans de la majorité, l'âge de la fin de l'école obligatoire[11] ;
- L'abaissement à 12 ans de la majorité sexuelle, et, à terme, sa disparition, au nom de « la liberté [de l'enfant] de décider avec qui il veut avoir des relations sexuelles », et partant du principe que « seuls les abus sexuels, par exemple lorsqu'ils sont forcés, devraient être punis » [12] ;
- Le droit à choisir son lieu de résidence dès l'âge de 12 ans ;
- Le droit à consommer des drogues, douces et dures, et à participer à des jeux d'argent, dès 12 ans.

### Sexualité
Le PNVD souhaitait :
- L'abaissement de la majorité sexuelle à 12 ans puis sa disparition totale au fur et à mesure.
- La dépénalisation de la pédophilie lorsque « l'enfant et l'adulte sont consentants ».
- La légalisation de la prostitution à partir de 14 ans.
- La disparition de la censure sur la pornographie.
- L'autorisation de participation aux films à caractère pornographique à partir de 16 ans.
- Enlèvement de tout caractère légal au mariage.
- Autorisation de l'homosexualité sous toutes ses formes en public.
- La légalisation du nudisme et de la prostitution.
- La création d'un syndicat pour les prostituées et prostitués et la reconnaissance par l'État ainsi que la rémunération pour ce métier.
- La légalisation de l'exhibitionnisme même devant les mineurs.
- La légalisation de la zoophilie.
- La diffusion de programmes pornographiques à toute heure du jour.
- Le renforcement de travaux sur la pornographie et l'activité sexuelle de l'enfant.
- La dépénalisation de la pornographie infantile à usage privé.
- L'amnistie pour tous les pédophiles incarcérés sur le territoire néerlandais.
- L'inculcation aux enfants des « valeurs portées par la pornographie » -citation du parti-

### Droit des animaux
Le PNVD demandait que soit signé un traité international garantissant tous les droits basiques des animaux. Dans un premier temps, il restreindrait drastiquement l'usage des animaux en laboratoire et interdirait la consommation de viande et poisson (ainsi que la chasse et la pêche) : l'abattage des animaux serait considéré comme un meurtre. Les industries dépendant de la vente de viande recevraient des aides financières pour assurer leur reconversion.
Ce parti prônait également la légalisation de la zoophilie et sa reconnaissance en tant qu'activité sexuelle. Il voulait aussi interdire la consommation de viande sur le territoire néerlandais. 

### Immigration
Le PNVD voulait régulariser tous les étrangers en situation irrégulière présents aux Pays-Bas et instaurer le regroupement familial généralisé. Il souhaitait également imposer la « discrimination positive » dans tous les domaines.

### Institutions
Le PNVD déclarait  vouloir instaurer la « parité totale » parmi les membres du Parlement néerlandais et ses membres souhaitaient donner l'éligibilité à partir de l'âge de 20 ans. Ils étaient plutôt défavorables à la monarchie aux Pays-Bas mais ne se sont jamais prononcés sur le système qu'ils voulaient appliquer. Par ailleurs ils étaient favorables à l'Union Européenne et voulaient « fédérer » l'Europe en un « État européen ». Le parti se réclamait du pacifisme et était par conséquent opposé au service militaire et prônait l'abolition de l'armée.

### Écologie
Le PNVD se disait écologiste et était favorable aux énergies renouvelables et extrêmement défavorable au nucléaire ou au pétrole. Par ailleurs le parti prônait un retour à la nature et encourageait ses membres à vivre en milieu rural.

### Religions
Plusieurs fois, le parti PNVD s'est déclaré anti-religieux car selon son porte-parole : « La religion véhicule des valeurs contraires à celles que les humains doivent avoir pour aller vers le progrès et le développement, notre parti respecte toutes les religions et les croyants mais nous n'admettons pas que la religion puisse faire le bonheur de l'humanité au Vingt-et-unième siècle. ». Plusieurs fois, le Vendredi Saint, ce parti a organisé des banquets qui, selon des militants chrétiens infiltrés, tournaient souvent à « l'orgie la plus totale ». Cela a valu au PNVD plusieurs reproches de la part du gouvernement majoritairement composé de protestants luthériens.

## Réactions dans l'opinion publique et dans la classe politique
L'annonce de la création du PNVD a aussitôt provoqué de vives réactions dans l'opinion. Dans un sondage, 80 % des Néerlandais ont déclaré que des mesures devaient être prises, 72 % que le parti devait être interdit ; plusieurs députés ont interpellé le gouvernement à ce sujet.
Les liens du parti avec MARTIJN, le principal mouvement de militantisme pédophile aux Pays-Bas, ont également attiré l'attention : Ad van den Berg en fut le président et Marthijn Uittenbogaard le trésorier. 
Dès sa création, le parti a fait l'objet d'attaques en justice. La première fut une plainte d'une entreprise de sécurité utilisant déjà le sigle NVD qui ne souhaitait pas voir son nom associé aux idées du parti : procès perdu par le parti qui dut changer ses initiales en PNVD. La seconde fut une plainte d'une association de protection de l'enfance, demandant l'interdiction du parti : l'association a été déboutée en référé en juillet 2006.
À la suite de la controverse suscitée par la création du parti, ses membres connus ont reçu des insultes et des menaces de mort. Norbert de Jonge a été exclu en juin 2006 de l'université catholique de Nimègue où il était étudiant.